# 法明頓 (密歇根州)
法明頓（英語：Farmington）是一個位於美國密歇根州奧克蘭縣的城市。

## 人口
根據2020年美國人口普查的數據，法明頓的面積為6.90平方千米，當中陸地面積為6.90平方千米，而水域面積為0.00平方千米。當地共有人口11597人，而人口密度為每平方千米1,681人。